# オンシツコナジラミ
オンシツコナジラミ（学名:Trialeurodes vaporariorum）は温帯域に生息する、コナジラミ科に属する昆虫である。多くの野菜、果物、花卉の害虫であり、ビニールハウスや温室の中でよくみられ、北米・中南米が原産だが日本にも移入分布し農作物に被害をもたらしている。

## 分布
原産地はアメリカ大陸であるが観葉植物や苗、花卉などに混入して移入し、現在では世界中に分布している。日本では1974年に広島県で初記録された。現在では日本全国に分布しており、日本生態学会の定めた日本の侵略的外来種ワースト100に含まれている。

## 形態
成虫は体長1mmから2mmで、体は黄色みがかり、4枚の翅はワックス様の物質で覆われている。葉に止まる際には翅を葉の表面とほぼ平行にして止まる。一方形態のよく似たシルバーリーフコナジラミ (Bemisia argentifolii) は葉に対し翅を45度以上立てて止まるため、この点で両者を識別することが可能である。

## 生態
様々な植物に寄生し、吸汁して生活する。生息の適温は20℃から24℃ほどで、30℃を超えると死亡率が増加する。休眠性はなく、温室内では一年中発生するほか野外では卵で越冬する。
メスは羽化してから24時間以内で交尾を行うことができ、卵を葉の裏に産みつける。卵は薄い黄色で孵化の前に灰色になる。孵化したばかりの一齢幼虫は幼虫の中で唯一移動できる段階であり、葉上を歩行する。2齢幼虫以降、一般に「蛹」と呼ばれる4齢幼虫までは固着生活を送る。なお、カメムシ目の昆虫は不完全変態であるため4齢幼虫は厳密な、生物学的な意味の蛹ではない。本種のいわゆる蛹は体長0.7mmから1.0mm、幅0.5mmから0.7mmで、全体に厚みがあり淡黄色で蛹殻には剛毛がみられる。近縁のタバココナジラミ (Bemisia tabaci) の蛹ではこの剛毛がみられない。発生は秋に多く、野外では一年に3回から4回、温室内では一年に10回以上発生する。

## 植物への害
本種は卵と蛹以外の全ての成長段階において、茎に口の針を突き刺して師管液を吸い取ることで植物を直接加害する。またこの採餌の副産物として、「甘露」と呼ばれる排泄物を産み出すが、茎や葉に付着した甘露はスス病菌の繁殖の原因となる。加えて、吸汁時にはいくつかのウイルスを媒介することが知られている。本種に寄生されるのは主にキュウリやジャガイモ、トマトなどの野菜が中心だが、その他にも作物でないものも含め多くの植物が寄生される。

## 防除
農薬による対策のほか、本種の天敵のオンシツツヤコバチ (Encarsia formosa) を導入するという生物的防除も行われている。ハウスへの侵入から被害の拡大する害虫であるため、ハウスの密閉やハウス内外の除草なども対策として行われる。黄色に誘因される性質、紫外線除去フィルム下への侵入を嫌う性質があり、これらを利用して発生を抑制することができる。